# Village Boy i Wild Boy
Village Boy i Wild Boy (Coninisí), Wild Boy i njegov brat Village Boy bili su blizanci (što se smatra snažnom i opasnom pojavom u mnogim kulturama ovih krajeva) Caddo Indijanaca kao i nekih plemena srednjeg zapada i prerija (Lodge Boy i Spring Boy). Stoga oba djeteta imaju jake magične moći. U nekim verzijama priče, Caddaja ili drugo čudovište ubija trudnu majku blizanaca dok je njihov otac u lovu i baca jedno od nerođene djece u divljinu. U drugim verzijama, Divlji dječak je magično stvoren iz majčine posteljice. Zbog njihove magije, oba djeteta prežive, ali Village Boya pronalazi njegov otac i odgaja ga u civilizaciji, dok Wild Boy nije pronađen i odrasta u divljini. Na kraju se dva brata ponovno ujedine, osvete svoju majku i vrate je u život te krenu u avanture ubijanja čudovišta. U mitologiji Caddo, blizanci su povezani s grmljavinom i munjom.